# Подвязная
Подвязная — деревня в Пошехонском районе Ярославской области России. Входит в состав Ермаковского сельского поселения.

## География
Деревня находится в северной части области, в подзоне южной тайги, на правом берегу реки Маткомы, на расстоянии примерно 35 километров (по прямой) к северо-западу от города Пошехонье, административного центра района. Абсолютная высота — 142 метра над уровнем моря.

### Климат
Климат характеризуется как умеренно континентальный, с продолжительной холодной зимой и коротким умеренно тёплым летом. Среднегодовая температура воздуха — 2,9 — 3,5 °C. Годовое количество атмосферных осадков — 500—750 мм, из которых большая часть выпадает в тёплый период. Преобладающее направление ветра юго-западное.

### Часовой пояс
Подвязная, как и вся Ярославская область, находится в часовой зоне МСК (московское время). Смещение применяемого времени относительно UTC составляет +3:00.

## Население
| 2007 | 2010 |
| ---- | ---- |
| 0    | →0   |

## Инфраструктура
Почтовое отделение №152854, расположенное в селе Гаютино, на октябрь 2022 года обслуживает в деревне 7 домов.

## Транспорт
Подвозяная находится в десяти километрах к северу от деревни Гаютино. От Гаютино до Зинкино идёт грунтовая дорога, от Зинкино до Кувырдайково — асфальтированная, от Кувырдайково до Подвязной — грунтовая.